# 岩脈

地層と岩脈と岩床の関係
赤色はマグマを表す

岩脈（がんみゃく、ダイク、dike、dyke）は、地層や岩石の割れ目にマグマが貫入して板状に固まった火成岩体。中心火道から放射状に伸びる岩脈がしばしば見られる。露頭で目にするのはその板状の岩体の断面のことが多いため、筋のようなものと思いがちである。
マグマが地層面に平行に貫入したものは岩床という。

## 例

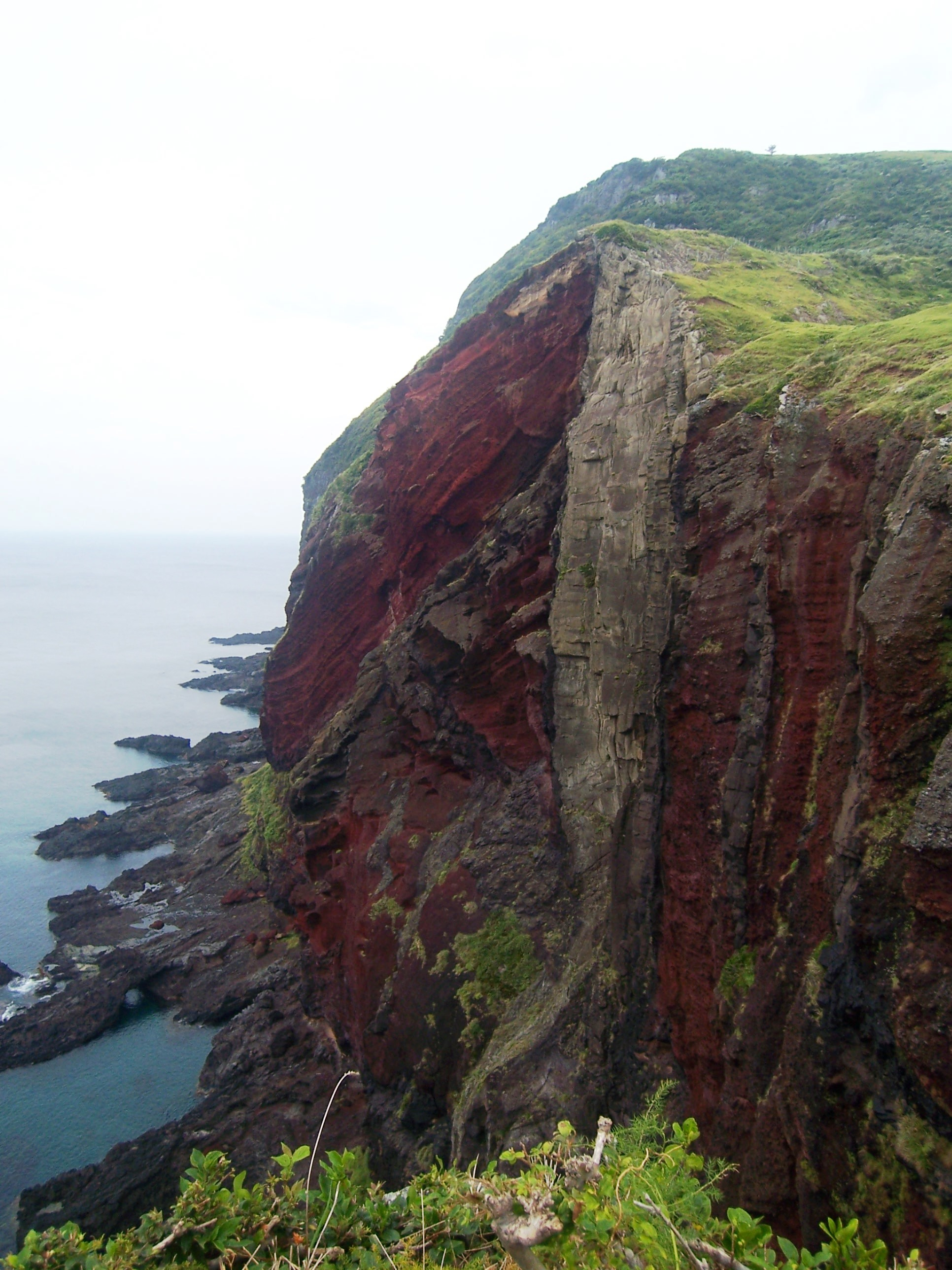
知夫赤壁
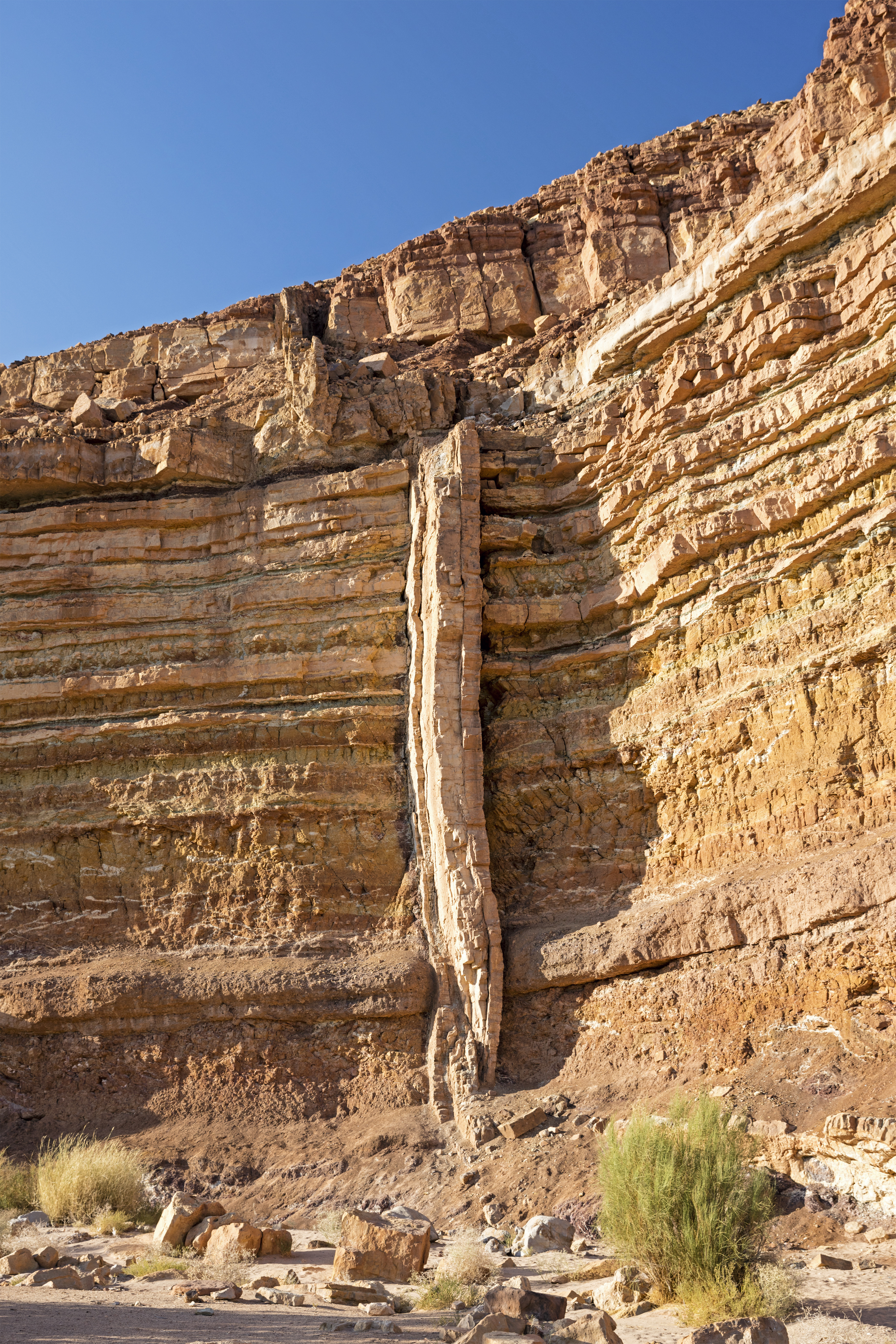
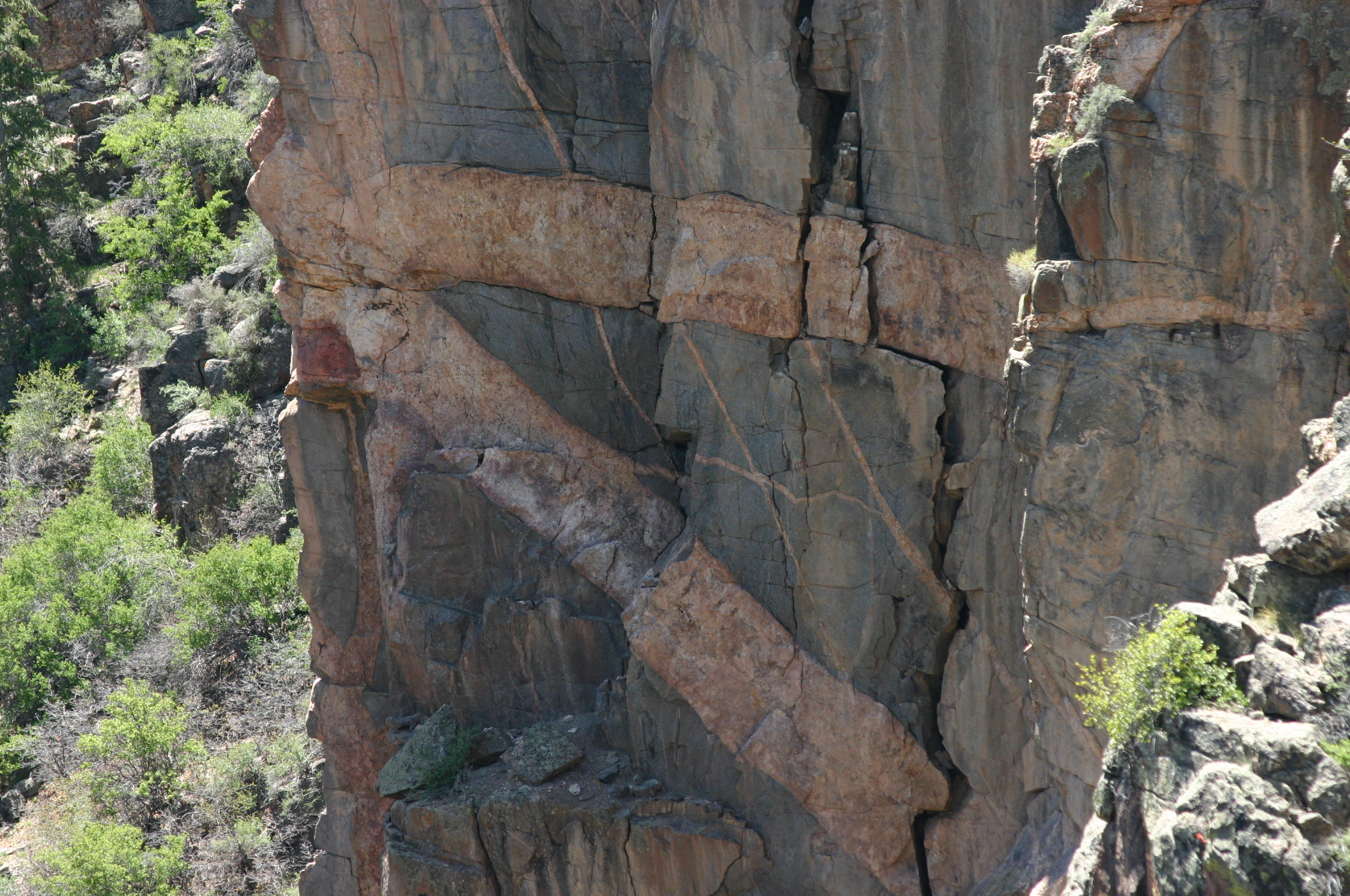
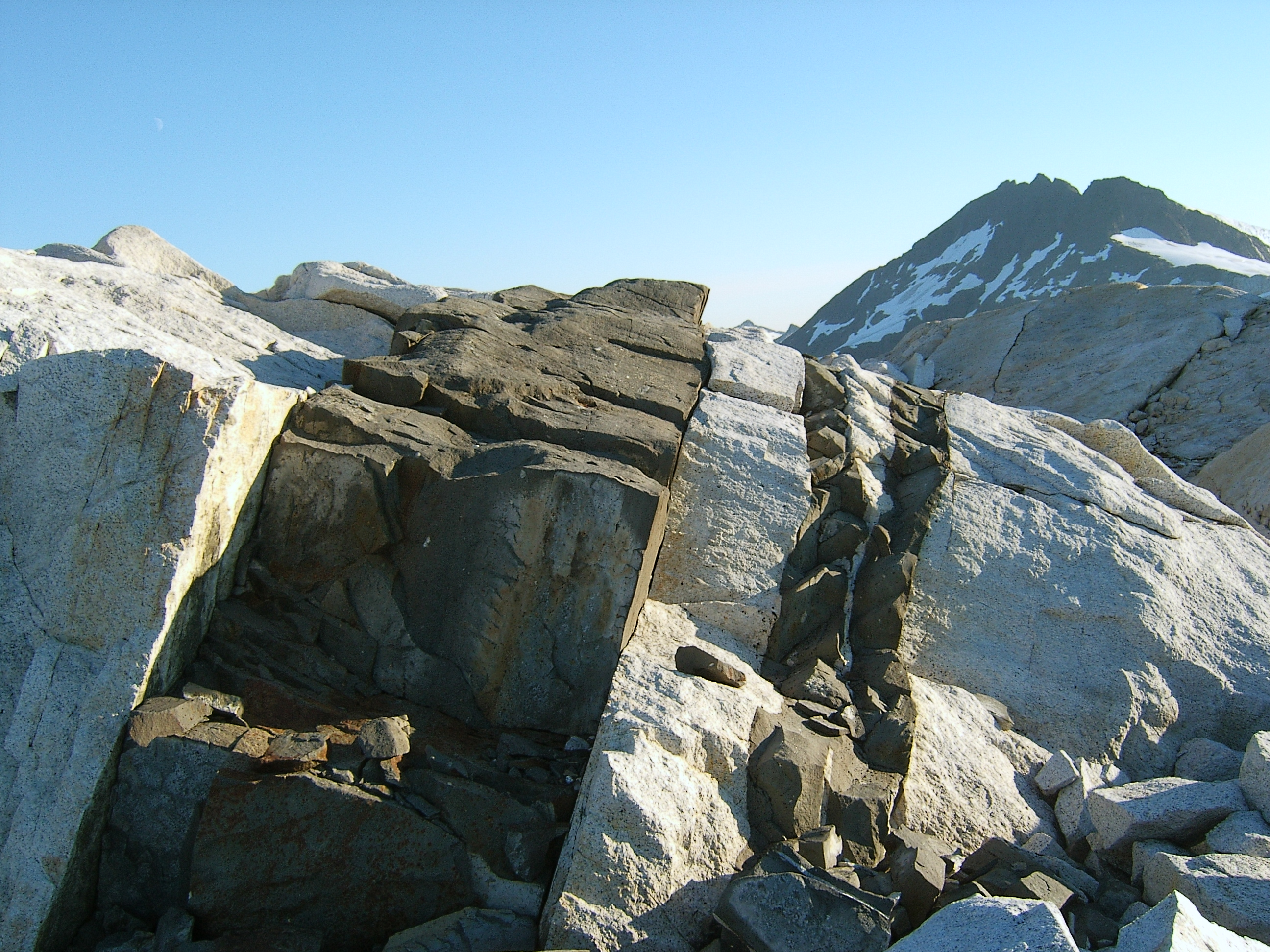
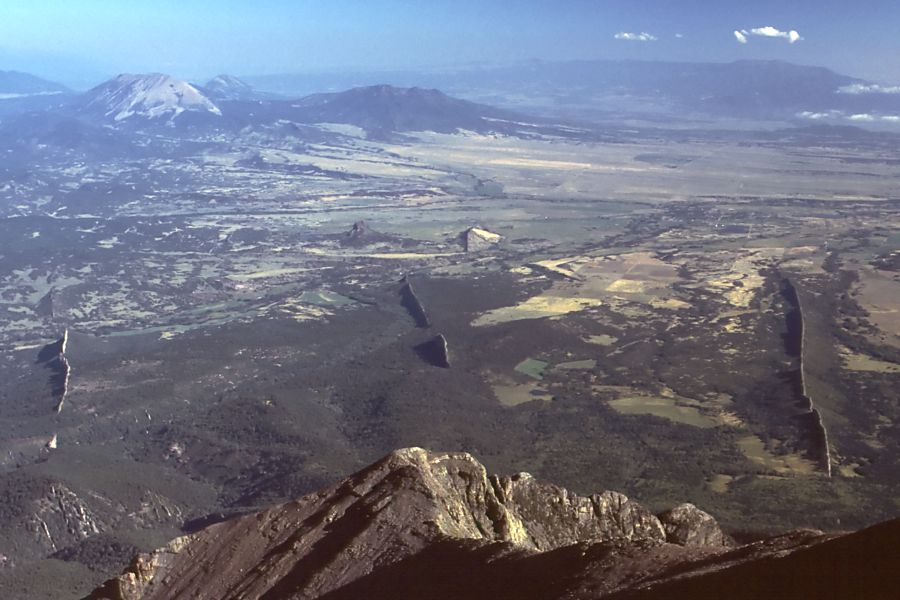
3本の縦の筋が岩脈
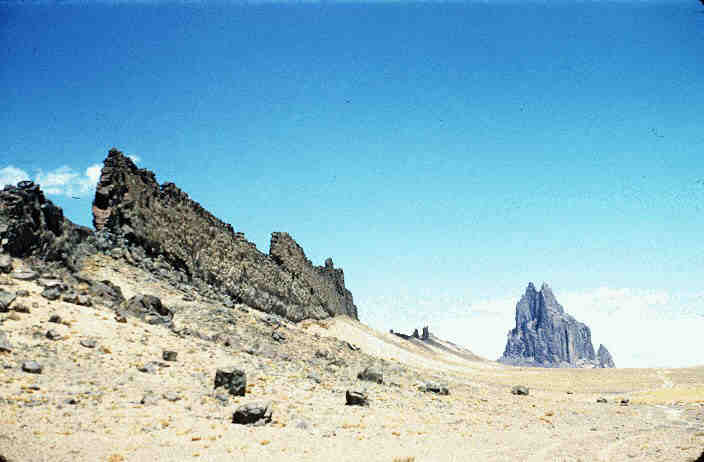
シップロック 左が岩脈で右が火道（岩頸）
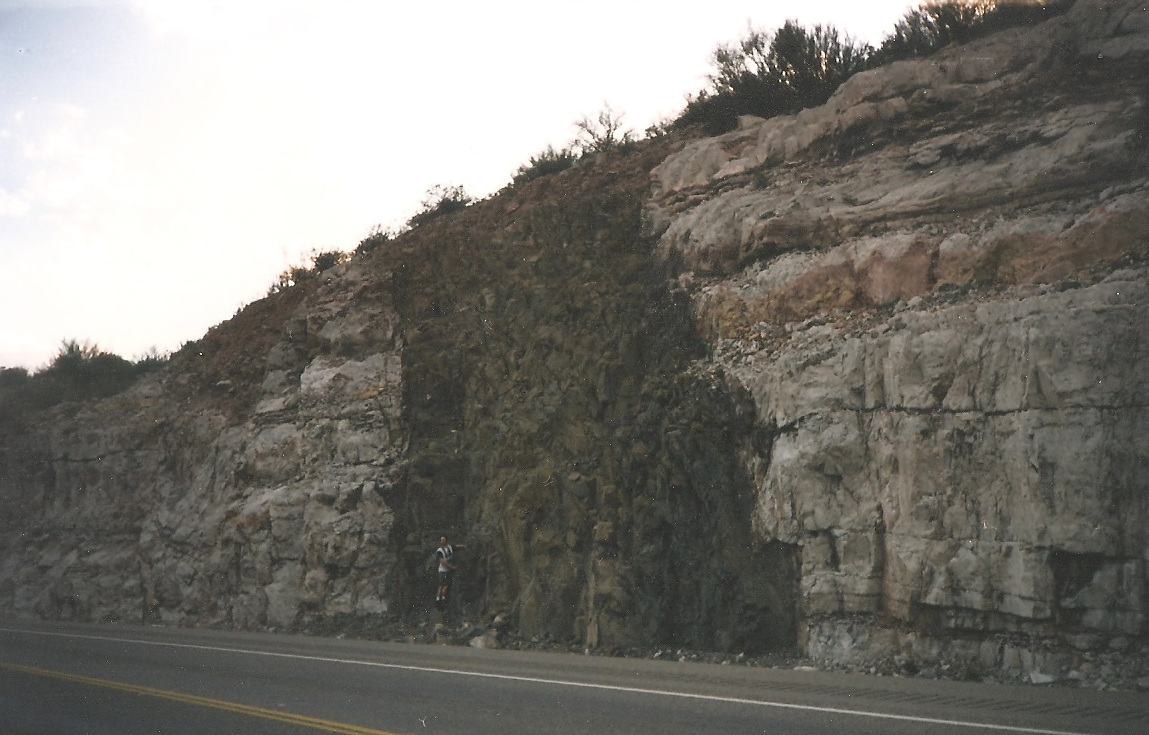